# Brachyscelus rapacoides
Brachyscelus rapacoides är en kräftdjursart. Brachyscelus rapacoides ingår i släktet Brachyscelus och familjen Lycaeidae. Inga underarter finns listade i Catalogue of Life.